# Ornithogalum thyrsoides
Ornithogalum thyrsoides är en sparrisväxtart som beskrevs av Nikolaus Joseph von Jacquin. Ornithogalum thyrsoides ingår i släktet stjärnlökar, och familjen sparrisväxter. Inga underarter finns listade i Catalogue of Life.

## Bildgalleri

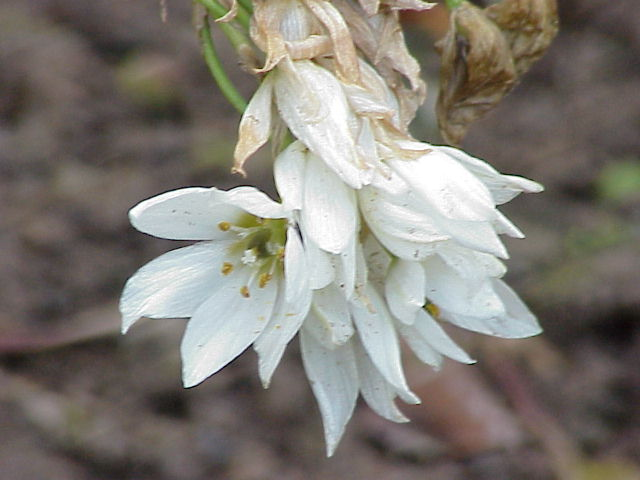
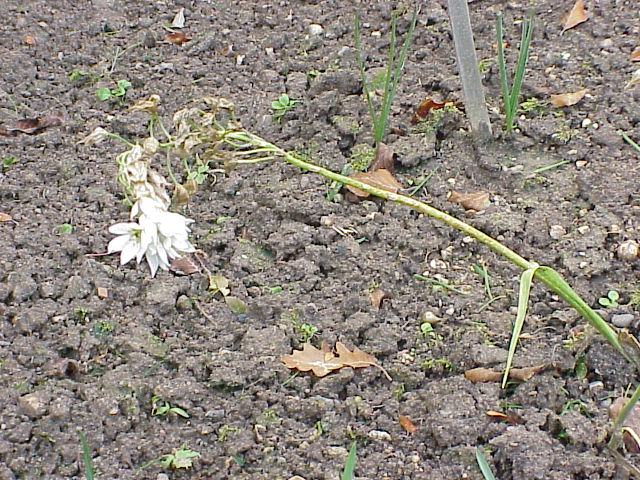
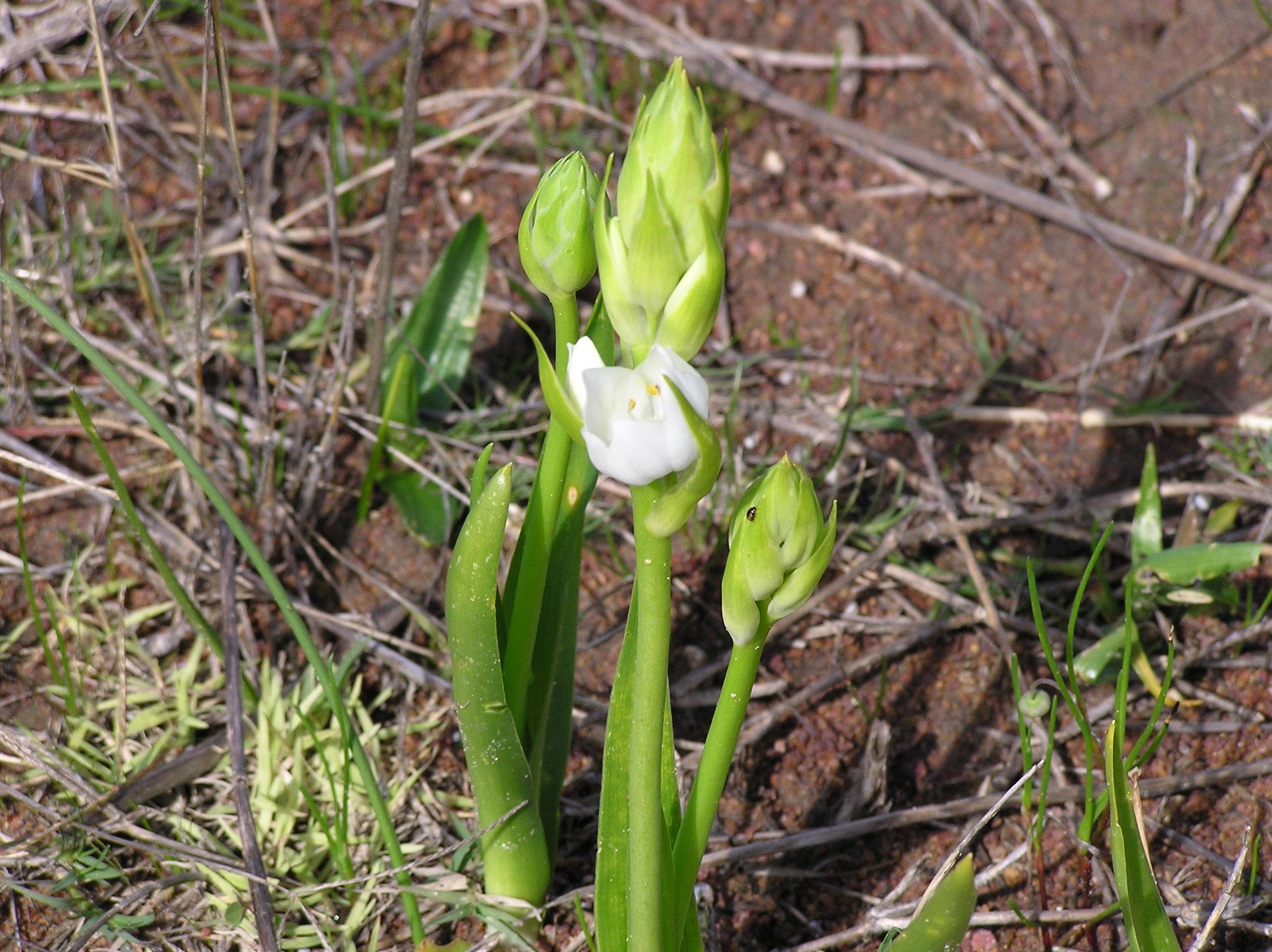
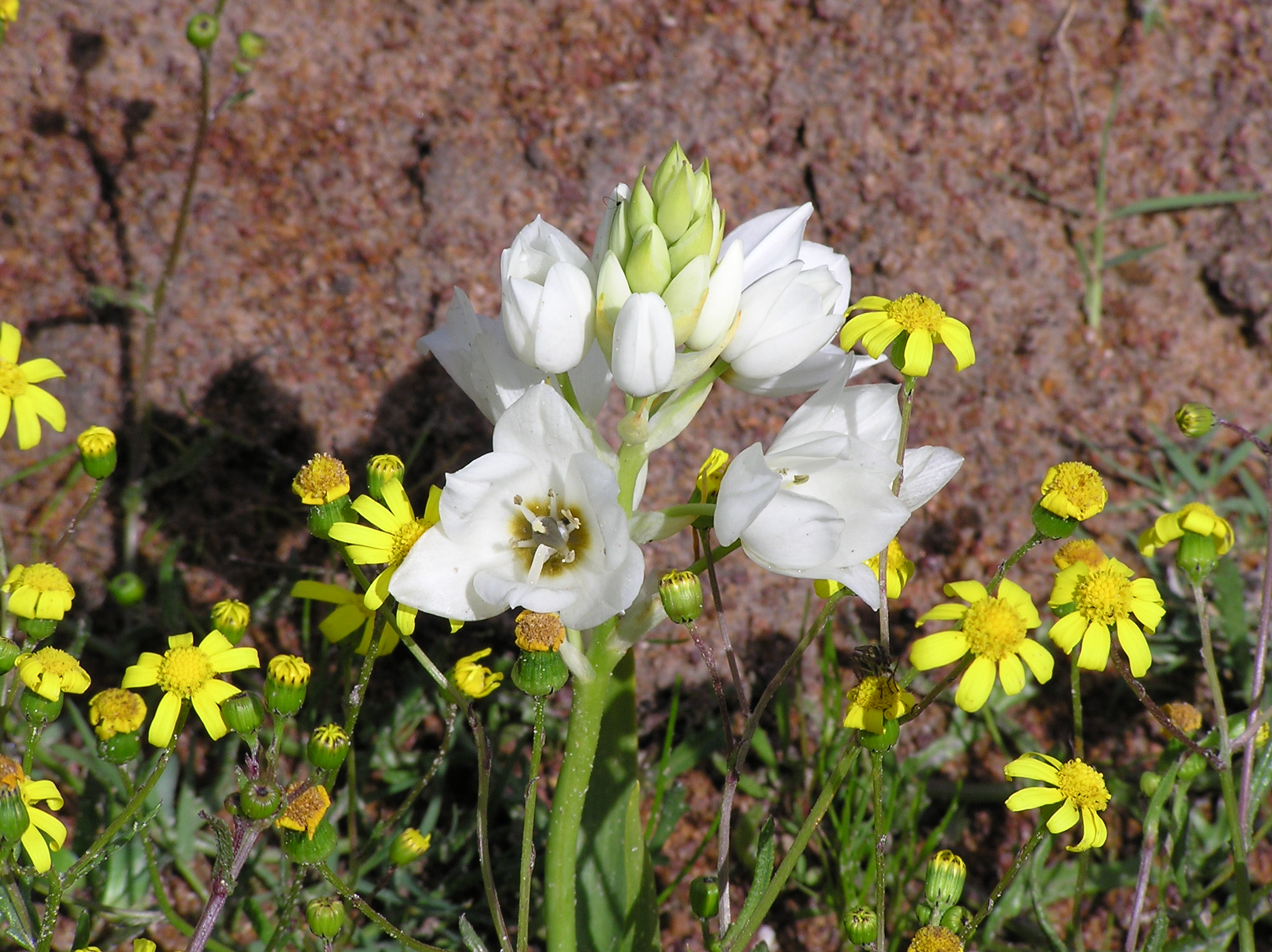
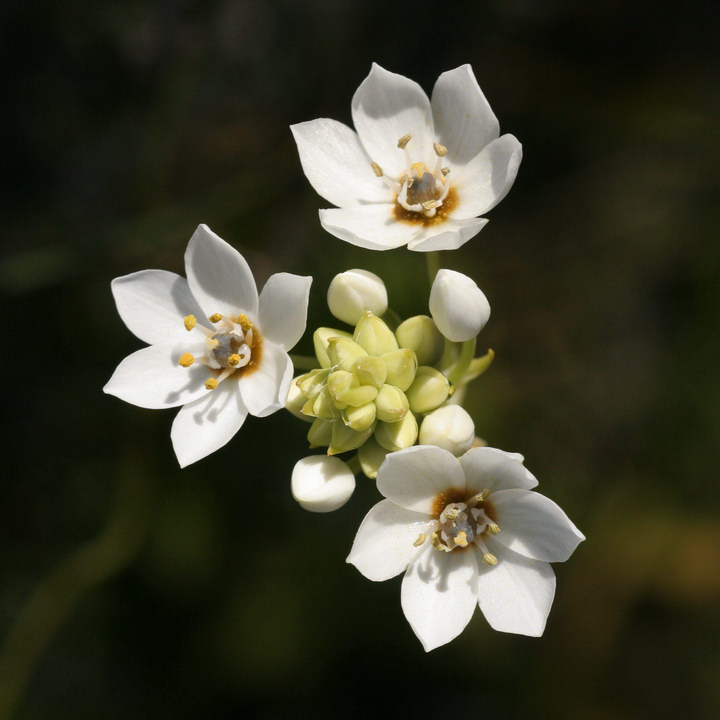
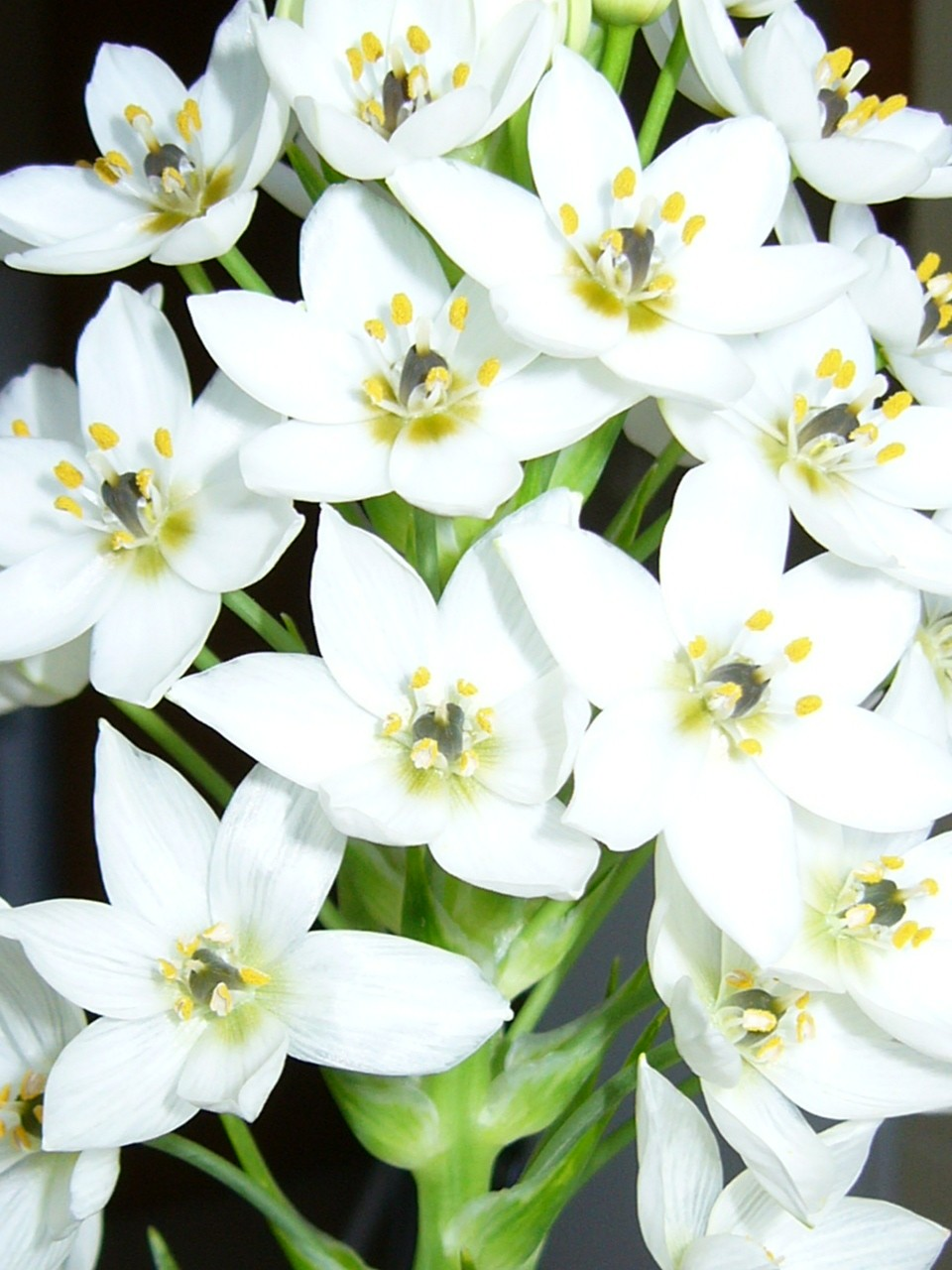